# Svend Otto S.
Svend Otto S. (kunstnernavnet for Svend Otto Sørensen) (født 2. juni 1916 i København, død 25. maj 1996) var en dansk tegner, illustrator og forfatter. Han blev særligt kendt for sine lette tegninger i traditionel akvarelstil i en lang række billedbøger for børn.
Svend Otto S. var født i København og studerede her flere år i 1930'erne, senere ved St. Martins School of Arts and Craft i London i 1938. Han tegnede bogomslag og ugebladsillustrationer, før han i 1950'erne begyndte at illustrere børnebøger. Svend Otto S. var særdeles produktiv som leverandør af bogillustrationer, deriblandt flere til eventyr af H.C. Andersen og Brødrene Grimm. Han modtog den prestigefulde H.C. Andersen-medalje i 1978 for sit omfattende arbejde. I 1989 modtog han Nordisk Skolebibliotekarforenings Børnebogspris.